# Archibaccharis
Archibaccharis é um género botânico pertencente à família Asteraceae.